# II. obvod (Budapešť)
II. budapešťský obvod se nachází v severozápadní části Budapešti. Jeho částí je i slavný Rózsadomb, který byl oblíbeným místem bohatých.
Jméno Rózsadomb znamená růžový vrch. Tento název je odvozen od pěstování růží během turecké nadvlády.

## Poloha
II. obvod leží na severozápadě Budapešti. Jeho východní hranici tvoří Dunaj, v západní části leží hory. Ty nejvyšší jsou: Hármashatár-hegy (495 m), Hárs-hegy (454 m), Vihar-hegy (453 m), Felső-Kecske-hegy (443 m) a Látó-hegy (376 m). Rózsadomb je jen nízký kopec při Dunaji.

## Pozoruhodnosti
- Gül Babovo mauzoleum
- Dvě jeskyně
- Budínská synagoga
- Kostel sv. Antonína (Pasarét)
- Kostel Navštívení Panny Marie (Budapešť) v rezidenční čtvrti Újlak
- Kostel Navštívení Panny Marie (Pesthidegkút)
- Kostel Svatého Ducha (Remetekertváros)

### Galerie

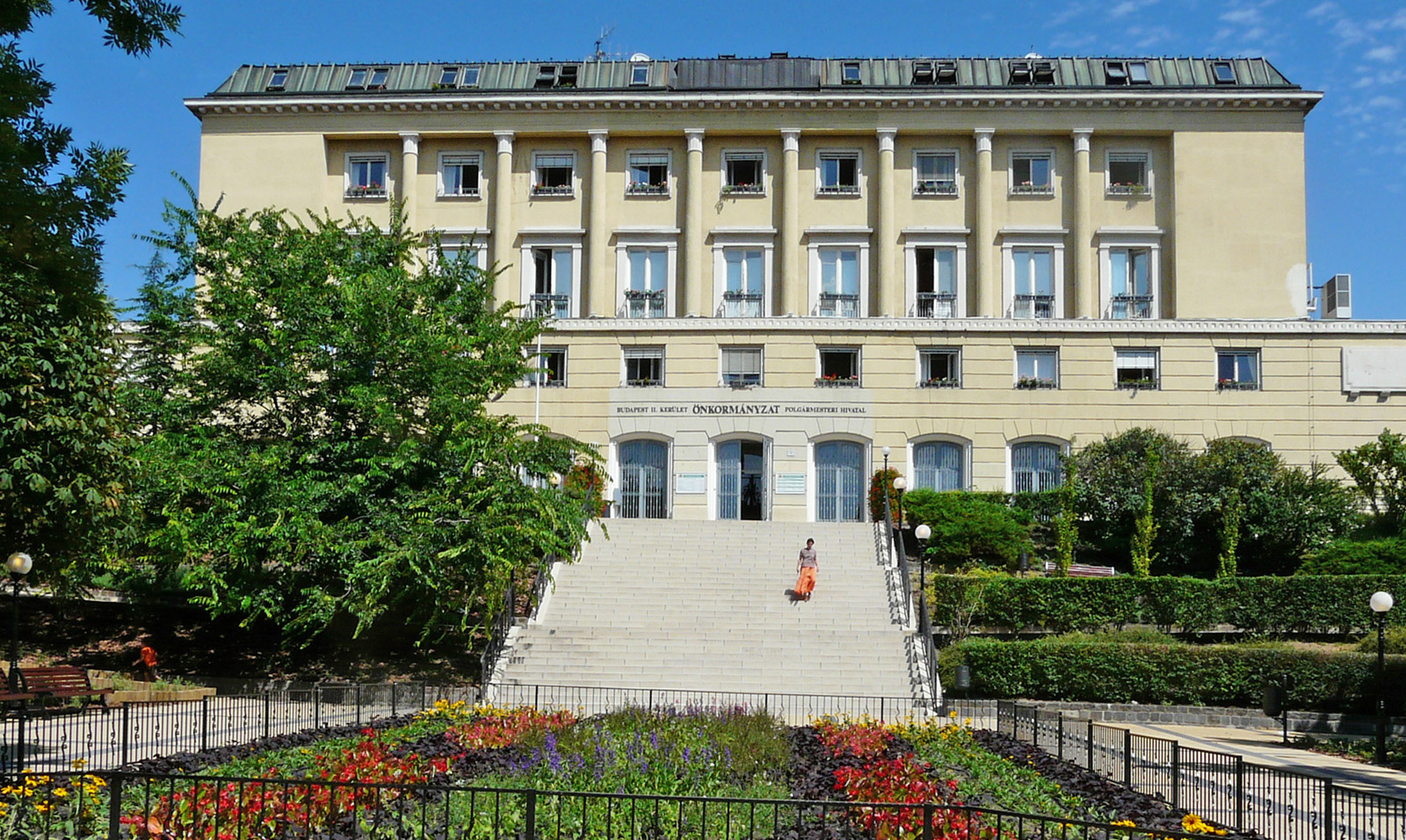
Úřad II. obvodu
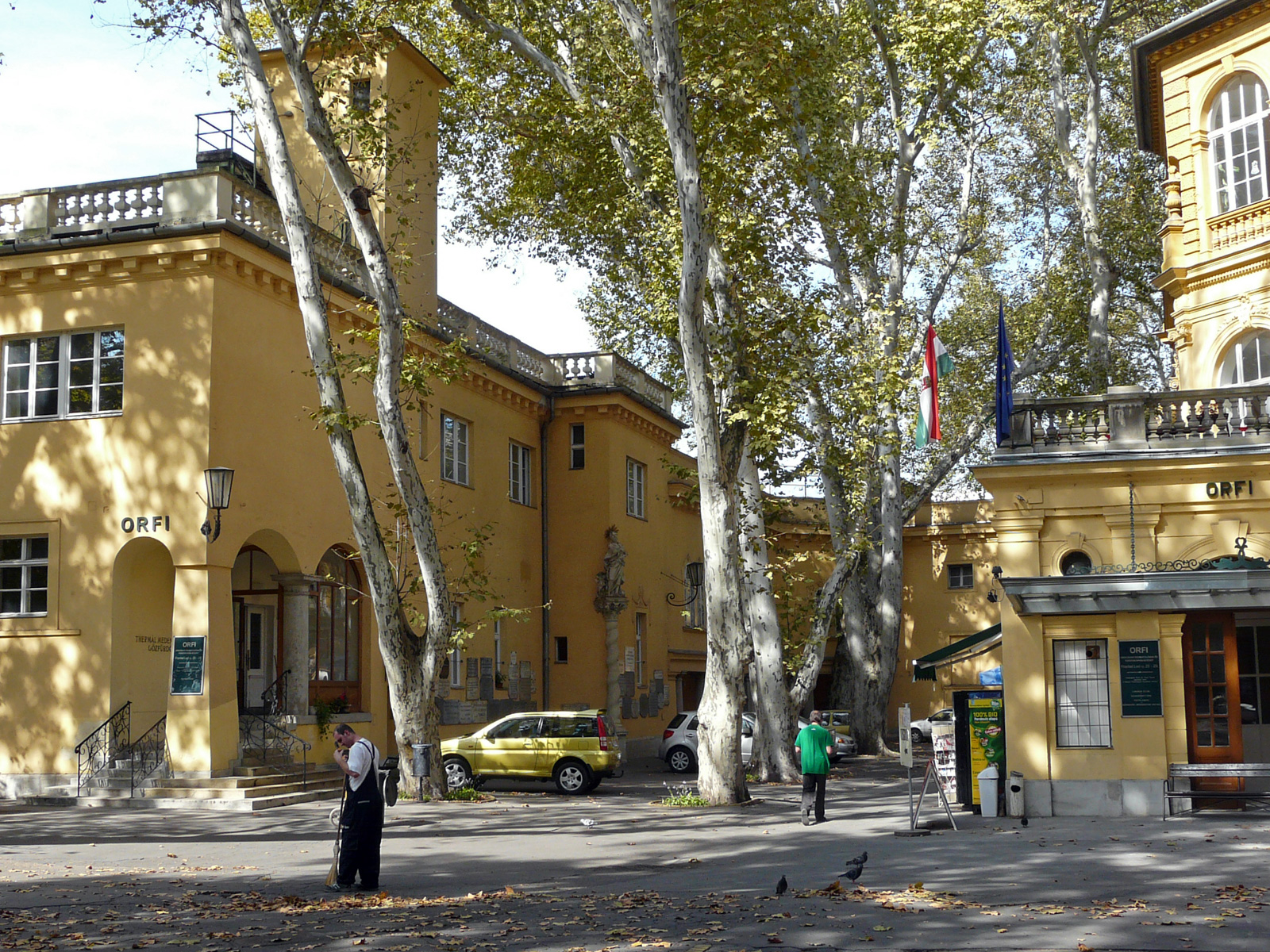
Lázně Lukács
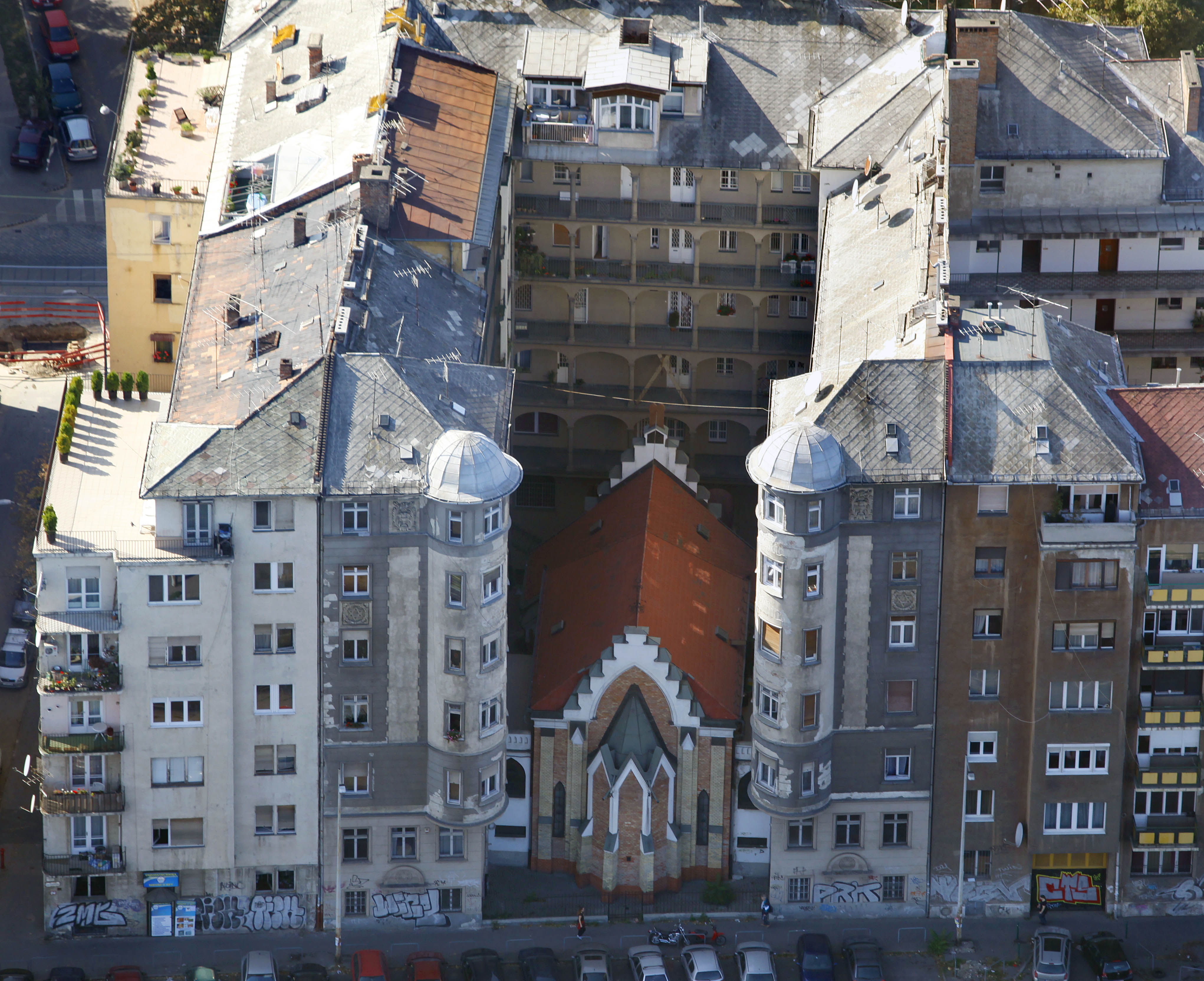
Synagoga
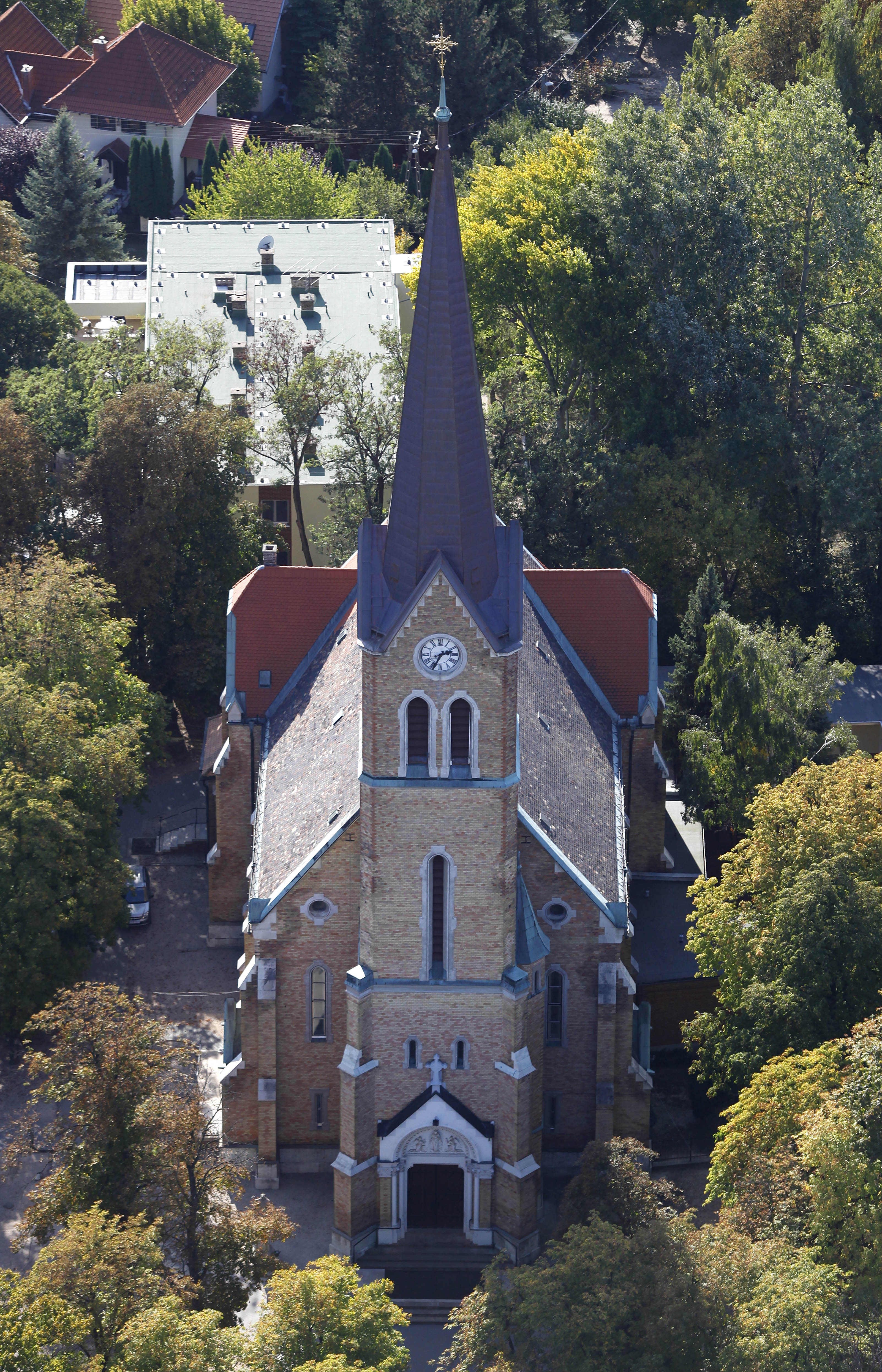
Kostel v Kermese
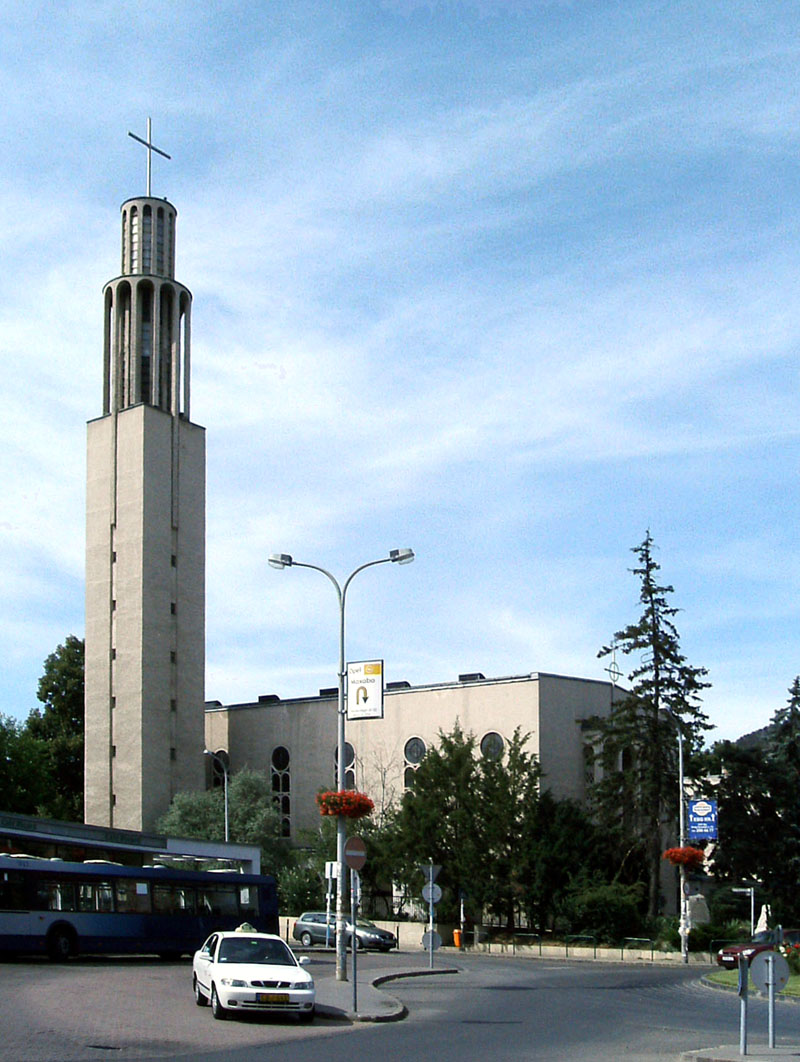
Moderní kostel sv. Antonína (Pasaret)

## Partnerská města
- Mosbach, Německo
- Zoliborz, Varšava, Polsko
- Finike, Turecko